# 本貫
本貫（ほんがん、ほんかん）は、古代東アジアで戸籍の編成（貫籍）が、それにもとづき行われた土地をいう。転じて、氏族集団の発祥の地を指す。
日本は律令制下の戸籍制度とともにこの概念が導入された。中世以降、武家の名字（苗字）の由来となった土地（名字の地, 一所懸命の土地）を「本貫」、「本貫地」（ほんがんち）と称す。
中国（籍貫、簡体字：籍贯、繁体字：籍貫〈拼音：jí guàn〉）・朝鮮半島（朝鮮語: 본관）では、本貫は、個人の戸籍の所在地の意味を離れ、氏族集団（宗族）の始祖の発祥地として使用された。大韓民国では現在も家族制度上大きな意味を持つ。

## 日本の本貫

### 律令制での本貫
日本では大宝律令制定とともに本貫制が導入された。人々は本貫地の戸籍・計帳に載せられて勝手に本貫地を離れることは浮浪として禁じられていた。逃走の戸は3年、戸口は6年が経過すると戸籍・計帳から除かれて絶貫（本貫を持たない者）となった。その後、逃走者が発見された場合は逃亡先の戸籍に編入させられる「当所編附」、あるいは元の本貫地への強制送還させられる「本貫還附」の措置が取られた。陸奥国・出羽国の本貫者には「本貫還附」が決められていた。養老4年（720年）以後は逃走者の自主的帰還（「走還」）をうながすために走還した者の課役を1年間免除する措置を取った。大学寮の学生が退学した場合は本貫に通告すること（学令）、徴発された労役者が帰還前に死亡した場合は本貫に通告すること（賦役令）、本主が死亡した帳内・資人は本貫に送還すること（選叙令）、病気になって倒れた防人は本貫に送還すること（軍防令）などの規定が存在した。

### 鎌倉時代以降の本貫
平安時代末期以降、源・平・藤・橘などの同氏同士が繁栄したため、鎌倉時代以降互いを区別する場合に氏ではなく、次第に各々が「一所懸命」に守る所領地の地名（名）を仮名（名字・苗字）として用い、名字を冠することは所領の相続権を意味する。これにともない名字の発祥地である「一所懸命」の地を「本貫」、「本貫の地」と称し、本貫地で祀られる神を「産土神（うぶすながみ）」と称し、本貫と書いて（うぶすな）と訓み、次第に「氏神（うじがみ）」と同意語となり、混合されて神聖視された。

### 主な本貫地一覧
括弧内に掲出したものは何世紀もの統廃合を経た現在の遺称地であり、当時示した範囲と完全に一致することは稀である。
陸奥国
- 安達氏:陸奥国安達郡（福島県安達郡）
- 猪苗代氏:陸奥国耶麻郡猪苗代（福島県耶麻郡猪苗代町）
- 伊達氏:陸奥国伊達郡（福島県伊達市）
- 鹿折氏:陸奥国本吉郡鹿折（宮城県気仙沼市鹿折地区）
- 鱒淵氏:陸奥国登米郡鱒淵（宮城県登米市東和町鱒淵地区）

出羽国
- 長井氏:出羽国置賜郡長井荘（山形県長井市）
- 最上氏:出羽国最上郡（山形県最上郡）

上野国
- 新田氏:上野国新田郡新田荘（群馬県太田市新田）（源義国の長男、新田義重を始祖とする）
- 岩松氏:上野国新田郡岩松郷（群馬県太田市岩松町）
- 得川氏/徳川氏:上野国新田郡得川郷（群馬県太田市徳川町）（新田義重の四男、得川義季を始祖とする）
- 田中氏:上野国新田郡田中郷（群馬県太田市新田上田中町・下田中町）（里見義俊の二男、田中義清を始祖とする）
- 大舘氏:上野国新田郡大舘郷（群馬県太田市大館町）
- 山名氏:上野国多胡郡山名郷（群馬県高崎市山名町）（新田義重の庶子、山名義範を始祖とする）
- 大胡氏:上野国勢多郡大胡郷（群馬県前橋市大胡町）
- 磯部氏:上野国碓氷郡磯部（群馬県安中市磯部）
- 小幡氏:上野国甘楽郡小幡（群馬県甘楽郡甘楽町小幡）
- 里見氏:上野国碓氷郡（八幡荘）里見郷（群馬県高崎市上里見町・中里見町・下里見町）

下野国
- 足利氏:下野国足利郡足利荘（栃木県足利市）（源義国の二男、足利義康を始祖とする）
- 板倉氏:下野国足利郡足利荘板倉（栃木県足利市板倉町）
- 氏家氏:下野国塩谷郡氏家郷（栃木県さくら市氏家）
- 宇都宮氏:下野国河内郡宇都宮（栃木県宇都宮市）
- 小山氏:下野国都賀郡小山荘（栃木県小山市）
- 小野寺氏:下野国都賀郡小野寺（栃木県栃木市岩舟町小野寺）

常陸国
- 鹿島氏:常陸国鹿島郡（茨城県鹿嶋市）
- 伊佐氏（常陸）:常陸国伊佐郡
- 小栗氏:常陸国小栗御厨（茨城県筑西市小栗）
- 小田氏:常陸国筑波郡小田邑（茨城県つくば市小田）
- 小貫氏:常陸国久慈郡小貫邑（茨城県常陸大宮市小貫）

上総国
- 秋元氏:上総国周淮郡秋元荘（千葉県君津市秋元地区）
- 飯富氏:上総国望陀郡飯富荘（千葉県袖ケ浦市飯富）

下総国
- 小見氏:下総国香取郡小見郷（千葉県香取市小見）
- 葛西氏:下総国葛飾郡葛西御厨
- 千葉氏:下総国千葉郡千葉郷（千葉県千葉市）
- 相馬氏:下総国相馬郡相馬御厨（茨城県北相馬郡）

武蔵国
- 青木氏:武蔵国入間郡青木（埼玉県飯能市青木）
- 加治氏:武蔵国高麗郡加治（埼玉県飯能市加治地区）
- 足立氏:武蔵国足立郡（北足立郡・東京都足立区）
- 稲澤氏:武蔵国児玉郡稲澤（埼玉県本庄市児玉町稲沢）
- 大関氏:武蔵国児玉郡大関村（埼玉県児玉郡美里町阿那志字大関）
- 金子氏:武蔵国入間郡金子（埼玉県入間市金子地区）
- 熊谷氏:武蔵国大里郡熊谷郷（埼玉県熊谷市）
- 高麗氏:武蔵国高麗郡
- 江戸氏:武蔵国豊島郡江戸郷
- 小山田氏:武蔵国多摩郡小山田荘（東京都町田市上小山田町・下小山田町・多摩市上小山田町・下小山田町）
- 吉見氏:武蔵国横見郡吉見郷（埼玉県比企郡吉見町）

相模国
- 石井氏:相模国三浦郡石井荘（神奈川県横須賀市平作字石井）
- 大多和氏:相模国三浦郡大多和村（神奈川県横須賀市太田和）
- 大友氏:相模国足上郡大友郷（神奈川県小田原市東大友・西大友）
- 大庭氏:相模国高座郡大庭御厨（神奈川県藤沢市大庭）
- 香川氏:相模国高座郡香川（神奈川県茅ヶ崎市香川）
- 梶原氏:相模国鎌倉郡梶原郷（神奈川県鎌倉市梶原）
- 鎌倉氏:相模国鎌倉郡（神奈川県鎌倉市）
- 小早川氏:相模国足下郡小早川邑（神奈川県小田原市早川）
- 渋谷氏:相模国高座郡渋谷荘（神奈川県大和市渋谷）（河崎重家の子、渋谷重国を始祖とする）
- 土肥氏:相模国足下郡土肥郷（神奈川県足柄下郡湯河原町土肥）
- 二階堂氏:相模国鎌倉郡（神奈川県鎌倉市）
- 波多野氏:相模国波多野荘（神奈川県秦野市）
- 三浦氏:相模国三浦郡（神奈川県三浦市）
- 毛利氏/毛利氏 (源氏)/森氏:相模国愛甲郡毛利荘（神奈川県厚木市南毛利地区）（大江広元の四男、毛利季光を始祖とする。及び、源義家の七男、源義隆を始祖とする）

安房国
- 安藤氏:安房国平群郡三芳村（千葉県南房総市三芳地区）

伊豆国
- 伊東氏:伊豆国田方郡伊東荘（静岡県伊東市）
- 久須見氏:伊豆国田方郡久須見荘（静岡県伊東市玖須美元和田）
- 宇佐美氏:伊豆国田方郡宇佐美荘（静岡県伊東市宇佐美）
- 赤沢氏:伊豆国賀茂郡赤沢郷（静岡県伊東市赤沢）（小笠原長清の嫡男小笠原長経の二男赤沢清経を始祖とする。小笠原流弓馬術礼法宗家）
- 河津氏:伊豆国賀茂郡河津荘（静岡県賀茂郡河津町）

甲斐国
- 武田氏:甲斐国巨摩郡武田郷（山梨県韮崎市神山町武田）（源清光の子、武田信義を始祖とする）
- 秋山氏:甲斐国巨摩郡秋山（山梨県南アルプス市秋山）（加賀美遠光の嫡男、秋山光朝を始祖とする）
- 穴山氏:甲斐国巨摩郡逸見郷穴山村（山梨県韮崎市穴山町）（武田信武の子、穴山義武を始祖とする）
- 甘利氏:甲斐国巨摩郡甘利荘（山梨県韮崎市甘利地区）
- 市河氏:甲斐国巨摩郡市河荘（山梨県西八代郡市川三郷町）
- 小笠原氏:甲斐国巨摩郡小笠原荘（山梨県北杜市明野町小笠原・南アルプス市小笠原）（加賀美遠光の次男、小笠原長清を始祖とする）
- 加賀美氏:甲斐国巨摩郡加賀美郷（山梨県南アルプス市加賀美）
- 南部氏:甲斐国巨摩郡南部郷（山梨県南巨摩郡南部町 (山梨県)）（加賀美遠光の三男、南部光行を始祖とする）
- 板垣氏:甲斐国山梨郡板垣郷（山梨県甲府市里垣地区）（武田信義の三男、板垣兼信を始祖とする）
- 河西氏:甲斐国巨摩郡鏡中条（山梨県南アルプス市鏡中條）（南部宗秀の子、河西満秀を始祖とする）
- 於曾氏:甲斐国山梨郡於曾郷（山梨県甲州市塩山上於曾・塩山下於曾）
- 石橋氏:甲斐国八代郡石橋邑（山梨県笛吹市境川町石橋）
- 仙洞田氏:甲斐国巨摩郡高下村（山梨県南巨摩郡富士川町高下）（南部為重の曾孫、仙洞田重清を始祖とする）

信濃国
- 跡部氏:信濃国佐久郡跡部（長野県佐久市跡部）
- 大井氏:信濃国佐久郡大井荘（長野県佐久市）
- 伴野氏:信濃国佐久郡伴野荘（長野県佐久市）
- 香坂氏:信濃国佐久郡香坂（長野県佐久市香坂）
- 望月氏:信濃国佐久郡望月（長野県佐久市望月）
- 平賀氏:信濃国佐久郡平賀郷（長野県佐久市平賀）
- 大石氏:信濃国佐久郡大石郷（長野県南佐久郡佐久穂町八郡大石）
- 海野氏:信濃国小県郡海野荘（長野県東御市本海野）
- 依田氏:信濃国小県郡依田荘（長野県上田市）
- 根津氏:信濃国小県郡祢津（長野県東御市祢津）
- 伊那氏:信濃国伊那郡（長野県伊那市・上伊那郡・下伊那郡）
- 小出氏:信濃国伊那郡小井弖（長野県伊那市西春近字小出一区・字小出二区・字小出三区）
- 片切氏:信濃国伊那郡片切郷（長野県上伊那郡中川村片桐・下伊那郡松川町上片桐）
- 麻績氏:信濃国筑摩郡麻績御厨（長野県東筑摩郡麻績村麻）
- 木曾氏:信濃国筑摩郡木曾谷（長野県木曽郡）
- 仁科氏:信濃国安曇郡仁科荘（長野県大町市）
- 村上氏:信濃国更級郡村上郷（長野県埴科郡坂城町上平）
- 屋代氏:信濃国埴科郡屋代郷（長野県千曲市屋代）
- 井上氏:信濃国高井郡井上（長野県須坂市井上）
- 保科氏:信濃国高井郡保科（長野県長野市若穂保科）
- 風間氏:信濃国水内郡風間邑（長野県長野市風間）
- 栗田氏:信濃国水内郡栗田（長野県長野市栗田）
- 高梨氏:信濃国水内郡高梨邑（長野県中野市）

飛騨国
- 牛丸氏:飛騨国大野郡牛丸邑（岐阜県高山市荘川町牛丸）

駿河国
- 朝比奈氏:駿河国志太郡朝比奈郷（静岡県藤枝市朝比奈地区）
- 入江氏:駿河国有渡郡入江（静岡県静岡市清水区入江）
- 岡部氏:駿河国志太郡岡部郷（静岡県藤枝市岡部町）
- 吉川氏:駿河国有渡郡吉河邑（静岡県静岡市清水区吉川）

遠江国
- 石谷氏（遠江）:遠江国佐野郡西郷石谷
- 井伊氏:遠江国引佐郡井伊谷（静岡県浜松市浜名区引佐町井伊谷）
- 犬居氏/乾氏:遠江国周智郡犬居荘（静岡県浜松市天竜区春野町堀之内字犬居）
- 相良氏:遠江国榛原郡相良荘（静岡県牧之原市相良）

三河国
- 足助氏:三河国加茂郡足助荘（愛知県豊田市足助町）
- 一色氏:三河国幡豆郡一色荘（愛知県西尾市一色町一色）
- 今川氏:三河国幡豆郡今川荘（愛知県西尾市今川町）
- 加納氏:三河国加茂郡加納邑（愛知県豊田市加納）
- 吉良氏:三河国幡豆郡吉良荘（愛知県西尾市吉良町）
- 仁木氏:三河国額田郡仁木郷（愛知県岡崎市仁木町）
- 細川氏:三河国額田郡細川郷（愛知県岡崎市細川町）
- 松下氏:三河国碧海郡松下郷
- 松平氏:三河国加茂郡松平郷（愛知県豊田市松平町）

尾張国
- 浅野氏:尾張国丹羽郡浅野村（愛知県一宮市浅野）
- 荒尾氏:尾張国知多郡荒尾郷（愛知県東海市荒尾町）
- 戸田氏:尾張国海東郡戸田荘（愛知県名古屋市名古屋市中川区戸田）
- 丹羽氏:尾張国丹羽郡丹羽荘（愛知県一宮市丹羽）
- 蜂須賀氏:尾張国海東郡蜂須賀郷（愛知県あま市蜂須賀）
- 堀田氏:尾張国中島郡堀田村（愛知県稲沢市堀田町）
- 水野氏:尾張国山田郡水野郷（愛知県瀬戸市水野地区）

越前国
- 織田氏:越前国丹生郡織田荘（福井県丹生郡越前町織田）（平資盛の子、織田親真を始祖とする）

越中国
- 蜷川氏:越中国新川郡蜷川荘（富山県富山市蜷川地区）
- 石黒氏:越中国砺波郡石黒荘（富山県南砺市石黒地区）

越後国
- 色部氏:越後国岩船郡小泉荘色部条（新潟県村上市牧目字小色部）
- 小国氏:越後国三嶋郡小国保（新潟県長岡市小国町）
- 加地氏:越後国蒲原郡加地荘（新潟県新発田市加治川地区）

美濃国
- 池田氏（美濃）:美濃国池田郡池田荘（岐阜県揖斐郡池田町）
- 明智氏:美濃国可児郡明智荘

伊勢国
- 小俣氏:伊勢国度会郡小俣（三重県伊勢市小俣町)
- 神戸氏:伊勢国河曲郡神戸郷（三重県鈴鹿市神戸）

近江国
- 蒲生氏:近江国蒲生郡（滋賀県蒲生郡）
- 佐々木氏:近江国蒲生郡佐々木荘
- 金森氏:近江国野洲郡金森邑（滋賀県守山市金森）
- 尼子氏:近江国甲良荘尼子郷（滋賀県犬上郡甲良町尼子）（佐々木道誉の孫、尼子高久を始祖とする）
- 吉田氏:近江国犬上郡吉田村（滋賀県犬上郡豊郷町吉田）（佐々木秀義の六男、吉田厳秀を始祖とする）
- 伊庭氏:近江国神崎郡伊庭邑（滋賀県東近江市伊庭町）
- 大原氏:近江国坂田郡大原荘

山城国
- 賀茂氏:山城国葛野郡賀茂郷（京都府京都市北区上賀茂・下賀茂）

大和国
- 生駒氏:大和国平群郡生駒（奈良県生駒市）
- 春日氏:大和国添上郡春日郷（奈良県奈良市春日野町）
- 葛城氏:大和国葛城郡

摂津国
- 池田氏 （摂津）:摂津国豊島郡池田郷（大阪府池田市）
- 茨木氏:摂津国島下郡茨木城（大阪府茨木市）
- 伊丹氏:摂津国川辺郡伊丹村（兵庫県伊丹市）（加藤氏の支流、伊丹親元を始祖とする）
- 有馬氏（摂津）:摂津国有馬郡（兵庫県三田市・神戸市北区）（有馬温泉で知られる有馬郡有馬町（現：神戸市北区有馬町）は明治期に改称して出来た地名であり同氏の本貫の中心地ではない）

河内国
- 甲斐庄氏:河内国錦部郡甲斐荘

丹波国
- 上杉氏:丹波国何鹿郡上杉荘（京都府綾部市上杉町）

但馬国
- 朝倉氏:但馬国養父郡朝倉（兵庫県養父市八鹿町朝倉）
- 及川氏:但馬国城崎郡及川荘

播磨国
- 赤松氏:播磨国赤穂郡赤松村（兵庫県赤穂郡上郡町赤松）（宇野則景の嗣子赤松家範を始祖とする）
- 浦上氏:播磨国揖保郡浦上郷

隠岐国
- 隠岐氏:隠岐国（国名による）

出雲国
- 塩冶氏:出雲国神門郡塩冶郷（島根県出雲市塩冶町）（佐々木泰清の三男、塩冶頼泰を始祖とする）
- 富田氏:出雲国意宇郡富田荘（佐々木泰清の四男、富田義泰を始祖とする）
- 高岡氏:出雲国神門郡塩冶郷高岡邑（島根県出雲市高岡町）（佐々木泰清の八男、高岡宗泰を始祖とする）
- 古志氏:出雲国神門郡古志郷（佐々木泰清の九男、 古志義信を始祖とする）
- 野木氏/乃木氏:出雲国能義郡野城郷（あるいは意宇郡野木保とも）（佐々木高綱の二男、野木光綱を始祖とする）
- 宍道氏:出雲国意宇郡宍道郷（京極高秀の五男、宍道秀益を始祖とする）
- 末次氏:出雲国島根郡法吉郷末次城（富田義泰の四男、末次胤清を始祖とする）

伯耆国
- 小鴨氏:伯耆国久米郡小鴨郷（鳥取県倉吉市小鴨）
- 金持氏:伯耆国日野郡金持郷（鳥取県日野郡日野町金持）

安芸国
- 浦氏:安芸国豊田郡浦郷

阿波国
- 麻殖氏:阿波国麻殖郡

讃岐国
- 鴨部氏:讃岐国寒川郡鴨部郷（香川県さぬき市鴨部）

筑前国
- 秋月氏:筑前国朝倉郡秋月城（福岡県朝倉市秋月）

筑後国
- 江上氏:筑後国三潴郡江上邑（福岡県久留米市城島町江上）
- 蒲池氏:筑後国三潴郡蒲池邑（福岡県柳川市東蒲池・西蒲池）

豊前国
- 城井氏:豊前国仲津郡城井郷（福岡県京都郡みやこ町犀川木井馬場）

肥前国
- 有馬氏（肥前）:肥前国高来郡有馬荘（長崎県南島原市北有馬・南有馬）
- 大村氏:肥前国彼杵郡大村郷（長崎県大村市）

肥後国
- 阿蘇氏:肥後国阿蘇郡（熊本県阿蘇市）
- 宇土氏:肥後国宇土郡（熊本県宇土市）
- 菊池氏:肥後国菊池郡（熊本県菊池市）

日向国
- 島津氏:日向国島津荘

薩摩国
- 市来氏:薩摩国市来院（鹿児島県いちき串木野市）

## 中国の本貫
本来は戸籍が置かれた場所を示し、士大夫階級にとっての本拠地であり、ほぼ出身地を示していた。動乱を経た西晋以降、籍貫はその人物の出身地とは乖離して始祖の出自を示す系譜上の意味となり、貴族制社会において同一氏族集団に属することを示した。
- 汝南袁氏
- 琅邪王氏
- 潁川陳氏
- 弘農楊氏
- 太原王氏
- 陳郡謝氏

華僑・華人の間では中国における祖先の出身地を示すものとして籍貫の語が用いられる（本籍・原籍とも）。

## 朝鮮半島の本貫
朝鮮半島における本貫（ほんかん）は、発祥を同じくする同一父系氏族集団（宗族、門中）の発祥地、あるいは宗族そのものをあらわす概念である。
朝鮮王朝（李氏朝鮮）時代以降、家族制度の重要な要素として社会的・法的な位置を占めた。現在も大韓民国では姓とともに「本貫」に法的な規定がある。略して「本」（ポン）ともいい、他に「貫郷」（クァンヒャン）などの呼び方がある。

### 概要
朝鮮の姓は約250であり、五大姓と呼ばれる金、李、朴、崔、鄭などの一部の姓に人口が集中しているため、「本貫と姓」の組み合わせによって一つの宗族が弁別される。
金姓の場合、金海伽耶（駕洛国）王族系と新羅王族系など起源の異なる宗族がある。本貫は同姓の中で異なる宗族集団を区別するための有効な手段であった。金海を本貫とする伽耶王族系の金氏の宗族集団を金海金氏という。同様に、新羅王族系の金氏を代表する慶州金氏の本貫は慶州である。
大きな姓は複数の本貫で分かれ、最大の金姓は285の本貫（宗族集団）が含まれている。中小規模の姓は単一の本貫で構成されるものもある。
各氏族の持つ由緒によっては、姓や本貫を異にしていても同一の宗族と見なされる場合もわずかだがあり、本貫よりも小さなグループ（派）で宗族集団を区別する金海金氏などもある。
韓洪九によると、朝鮮の姓氏の数えて約40パーセントから50パーセントの姓氏は帰化人の姓氏である。金光林によると、朝鮮の姓氏の半分は外国人起源で、大半は中国人に起源に持つ。
岸本美緒と宮嶋博史によると、朝鮮の一族は、中国から帰化した帰化族が相当存在し、代表的なものは慶州偰氏・延安李氏・南陽洪氏・海州呉氏・安東張氏・豊川任氏・咸従魚氏・居昌愼氏・原州邊氏などである。延安李氏・南陽洪氏・豊川任氏は、李氏朝鮮時代屈指の名家である。。

### 沿革
宗族を示す「本貫」の制度は、高麗時代に郡県制の下で地方の有力豪族らが実施した。朝鮮王朝（李氏朝鮮）時代に族譜の整備が進捗して社会的な家族制度の構成要素として重視され、同姓同本（姓と本貫が同一）の男女の通婚は認められなくなった（同姓同本不婚）。一部の異姓の氏族でも先祖が同じ人物である（異姓同本）可能性があり、法律上では通婚が可能であるが、氏族内部では異姓同本または同姓異本との婚姻を禁止する掟がある。典型的な例としては、金海金氏と金海許氏と陽川許氏、安東金氏と安東権氏と醴泉権氏、清州韓氏と幸州奇氏と太原鮮于氏、文化柳氏と延安車氏が挙げられる。
血統としての本貫は、李氏朝鮮後期から末期にかけて族譜の売買が行なわれて混乱した。
日本の統治下では、家族制度は「旧慣」を残し、朝鮮戸籍令に基づく戸籍に「本貫」が記載され、朝鮮民事令により同姓同本の結婚が法的に認められなかった。これらの規定は、大韓民国の戸籍制度や民法へ継承された。
韓国は、同姓同本の結婚を禁止する民法第809条第1項の規定は、1997年に憲法裁判所で違憲と判断された。この判決後、それまで事実婚していた同姓同本の夫婦が、法律上の夫婦と同様の法的地位を得られた。法律上認められたが、結婚予定の相手が同姓同本または異姓同本の場合、親族が反対する場合もある。
朝鮮民主主義人民共和国では、宗族制度とともに本貫は廃止されている。

### 本貫の編成
本貫（本貫地）は、氏族の始祖やその子孫（中興の祖を中始祖と呼ぶ場合もある）が住み着いた土地や封じられた場所である。宗族の中では始祖から何代目と数えることが多い。
本貫（宗族集団）に、複数の始祖を持つものも存在する。始祖の違いや中始祖が異なる場合○○流と流派をつけて区別する。同本貫でも、明らかに異なる場合は別本貫として扱ったり本貫を変えるケースがある。金海金氏は、金官伽耶王族を祖とする本貫と、沙也可などを祖とする賜姓金海金氏、新羅王族の末裔を称して金海を本貫にした金氏（後に金寧金氏と改称した）が存在した。安東金氏も、新羅王族の末裔を称する金氏（旧安東金氏）と、高麗建国の功臣を祖とする新安東金氏がある。同じ本貫の場合は名前を付ける場合に行列字などを用いて、同じ代同士は同じ漢字を使って命名するケースも多い。
本貫や族譜は、朝鮮王朝時代の両班が自らの家系の正統性や優秀性を証明する目的があった。それゆえ、韓国における本貫の始祖として求められるのは、新羅王族系、伽耶王族系（中始祖が統一新羅に貢献した功臣）、新羅豪族・貴族系、高麗の功臣及び中国の著名な学者や武将などの渡来系が大半を占める。新羅王族の慶州金氏の系列では56代敬順王（新羅最後の王）の3男と4男の子孫が慶州金氏であり、長男の血統は絶え、次男が羅州金氏、5男が義城金氏、6男が洪州金氏、7男が彦陽金氏、8男が三陟金氏、9男が蔚山金氏と分かれている。4男の血統は更に細かく分かれ、旧安東金氏、金寧金氏などの大族を抱えている。54代景明王の子孫も長男の密陽朴氏を始めとして10以上の本貫に分かれている。
反面百済系は、旌善全氏・天安全氏の系列、高句麗系は晋州姜氏ぐらいと極端に少なく、渤海系に至っては永順太氏と密陽大氏のみである。中国国内を本貫とする氏族（曲阜孔氏等）や、日本国内を本貫とする氏族（島間網切氏等）も存在する。

### 朝鮮の主要な本貫
| 本貫       | 人数      | 姓氏 | 同姓人口の過半 | 備考 |
| ---------- | --------- | ---- | -------------- | --- |
| 金海金氏   | 4,456,700 | 金   |                | 金官伽耶（駕洛国）の王族をルーツとする氏族。伽耶初代王首露王の子孫と称する。同名の本貫に文禄・慶長の役時の日本の降将沙也可（金忠善）を始祖とするものがあるが別本貫扱いになる。区別する場合は前者を駕洛、後者を友鹿と呼ぶ場合がある。 |
| 密陽朴氏   | 3,103,942 | 朴   | ○              | 新羅景明王の長男の朴彦忱をルーツとする氏族。新羅初代王朴赫居世を始祖と称する。密城朴氏とは同一系列。 |
| 全州李氏   | 2,631,643 | 李   |                | 新羅の高官李翰を始祖と称する。公的には李氏朝鮮の初代李成桂はこの氏族の出とされている。 |
| 慶州金氏   | 1,800,853 | 金   |                | 新羅王族をルーツとする氏族。金姓新羅王の祖の金閼智を始祖と称する。 |
| 慶州李氏   | 1,391,867 | 李   |                | 新羅初期の豪族をルーツとする。始祖を李謁平と称し、新羅建国時の6村（新羅六部）の一つ及梁部の村長をしていた。 |
| 晋州姜氏   | 968,109   | 姜   | ○              | 高句麗系。晋陽姜氏とは同一系列。 |
| 慶州崔氏   | 945,005   | 崔   |                | 慶州李氏と同じく、新羅建国時の新羅六部の一つ沙梁部の村長だった蘇伐都利（崔淵源）を始祖と称する。 |
| 光山金氏   | 926,316   | 金   |                | |
| 坡平尹氏   | 770,932   | 尹   | ○              | 坡州尹氏とは同一系列。 |
| 清州韓氏   | 752,689   | 韓   | ○              | 始祖は、箕子朝鮮の最後の王準王の3人の子のうちの韓蘭。 |
| 安東権氏   | 696,317   | 権   | ○              | |
| 仁同張氏   | 666,652   | 張   | ○              | |
| 平山申氏   | 563,375   | 申   | ○              | |
| 順興安氏   | 520,384   | 安   | ○              | |
| 安東金氏   | 519,719   | 金   |                | |
| 南陽洪氏   | 487,488   | 洪   | ○              | 高麗の功臣洪殷悦が始祖。新羅の善徳女王時代に唐から渡来した。 |
| 東萊鄭氏   | 474,506   | 鄭   |                | 智伯虎の子孫で、高麗の安逸戸長である鄭絵文が始祖（鄭絵文の先系は昔脱解王時、高句麗系の多婆那国人の説がある）。 |
| 海州呉氏   | 462,704   | 呉   | ○              | 始祖は高麗に宋から渡来した呉仁裕。 |
| 全州崔氏   | 458,191   | 崔   |                | |
| 南平文氏   | 445,946   | 文   | ○              | |
| 達城徐氏   | 407,431   | 徐   | ○              | |
| 昌寧曹氏   | 366,798   | 曺   | ○              | 昌寧曹氏の表記を「창녕조씨」としたもの。 |
| 水原白氏   | 354,428   | 白   | ○              | 新羅太宗期に唐から渡来した白宇経を祖とする。 |
| 慶州鄭氏   | 350,587   | 鄭   |                | 新羅建国時の新羅六部の一つ、本彼部の村長だった智伯虎を始祖と称する。儒理王のときに鄭姓を賜姓されたとしている。第42代子孫である鄭珍厚を中祖として本貫を慶州鄭氏とした。智伯虎を先祖とする鄭氏の本家格である。                         |
| 漢陽趙氏   | 332,580   | 趙   |                | 始祖は高麗時代の趙之寿。中国からの渡来人。趙光祖などを輩出。 |
| 済州高氏   | 310,542   | 高   | ○              | |
| 南原梁氏   | 307,724   | 梁   | ○              | |
| 密陽孫氏   | 306,895   | 孫   | ○              | |
| 礪山宋氏   | 294,788   | 宋   |                | |
| 金寧金氏   | 290,092   | 金   |                | 金寧金氏の表記を「김녕김씨」としたもの。 |
| 金寧金氏   | 287,701   | 金   |                | 金寧金氏の表記を「금녕김씨」としたもの。 |
| 義城金氏   | 287,469   | 金   |                | |
| 延日鄭氏   | 284,290   | 鄭   |                | 智伯虎の子孫で、新羅の諫議大夫である鄭宗殷が始祖。迎日鄭氏、烏川鄭氏ともいう。知奏事公派、監務公派、良粛公派に分かれる。 |
| 咸安趙氏   | 282,890   | 趙   |                | 始祖は趙鼎。五代十国の後唐から新羅に渡来。 |
| 羅州林氏   | 277,699   | 林   |                | |
| 昌原黄氏   | 271,986   | 黄   |                | 始祖は黄石奇・黄忠俊・黄亮沖。後漢の光武帝期の建武4年に新羅に渡来した黄洛の末裔。 |
| 青松沈氏   | 240,768   | 沈   | ○              | |
| 文化柳氏   | 237,314   | 柳   |                | 文化柳氏の表記を「문화유씨」としたもの。始祖は高麗建国の功臣柳車達。中国からの渡来人。 |
| 江陵劉氏   | 236,871   | 劉   | ○              | 始祖は劉承備。劉邦を祖とする。宋から高麗文宗36年に亡命。漢陽劉氏とは同一系列。 |
| 恩津宋氏   | 226,050   | 宋   |                | |
| 平沢林氏   | 225,872   | 林   |                | 始祖は林彦修・林世春。殷の紂王時代の比干を起源とする。彭城林氏とは同一系列。 |
| 星州李氏   | 203,703   | 李   |                | |
| 海州崔氏   | 201,625   | 崔   |                | |
| 利川徐氏   | 199,792   | 徐   |                | 始祖は徐神逸。新羅の孝恭王の時代に唐から渡来。 |
| 晋州鄭氏   | 197,242   | 鄭   |                | 晋陽鄭氏とは同一系列。 |
| 晋陽姜氏   | 193,217   | 姜   |                | 高句麗系。晋州姜氏とは同一系列。 |
| 丹陽禹氏   | 191,287   | 禹   | ○              | 始祖は禹玄。中国から高麗に渡来し、1014年の科挙に合格。 |
| 河東鄭氏   | 187,152   | 鄭   |                | 同じ本貫ながら、智伯虎の子孫である鄭道正を始祖とする派と、鄭遜位を始祖とする派、鄭膺を始祖とする派がある。 |
| 延安車氏   | 184,731   | 車   | ○              | |
| 昌寧成氏   | 182,377   | 成   | ○              | |
| 広州李氏   | 181,377   | 李   |                | |
| 江陵金氏   | 179,593   | 金   |                | |
| 天安全氏   | 176,239   | 全   |                | |
| 月城李氏   | 173,127   | 李   |                | |
| 長水黄氏   | 170,988   | 黄   |                | 始祖は黄瓊。後漢の光武帝期の建武4年に新羅に渡来した黄洛の末裔。 |
| 平海黄氏   | 168,374   | 黄   |                | 始祖は黄温仁。後漢の光武帝期の建武4年に新羅に渡来した黄洛の末裔。 |
| 旌善全氏   | 166,965   | 全   |                | |
| 玄風郭氏   | 166,608   | 郭   | ○              | 始祖は郭鏡。宋の弘農出身。1133年に高麗に渡来。 |
| 全義李氏   | 164,189   | 李   |                | |
| 延安李氏   | 164,036   | 李   |                | 始祖は李茂。唐の高宗期の百済攻略時の唐の将軍。後に新羅に帰化。 |
| 咸陽朴氏   | 163,610   | 朴   |                | |
| 宜寧南氏   | 162,729   | 南   | ○              | |
| 潘南朴氏   | 160,964   | 朴   |                | |
| 晋州河氏   | 160,307   | 河   | ○              | |
| 驪興閔氏   | 159,522   | 閔   | ○              | 始祖は閔称道。孔子の弟子の閔子騫の子孫。京畿道驪州に土着し、李氏朝鮮の王后多数を輩出。 |
| 韓山李氏   | 156,861   | 李   |                | |
| 潭陽田氏   | 155,018   | 田   | ○              | |
| 陽川許氏   | 149,505   | 許   |                | |
| 新安朱氏   | 148,207   | 朱   | ○              | 始祖は朱潜。朱熹の子孫。南宋の朱潜がモンゴル侵入時に高麗に亡命。 |
| 江陵崔氏   | 145,335   | 崔   |                | |
| 豊川任氏   | 143,881   | 任   | ○              | 始祖は任温。中国紹興府慈渓県人。1275年忠烈王妃が入妃するに伴って渡来。 |
| 忠州池氏   | 148,144   | 池   | ○              | 始祖は池鏡。960年宋から高麗に渡来。 |
| 済州梁氏   | 142,211   | 梁   |                | |
| 寧越厳氏   | 139,681   | 厳   | ○              | 始祖厳林義。新羅の景徳王時代の中国からの渡来人。霊山辛氏・寧越辛氏始祖と共に渡来。 |
| 杞渓兪氏   | 139,073   | 兪   | ○              | |
| 善山金氏   | 138,819   | 金   |                | 新羅王族をルーツとする氏族。新羅王族の金宣弓を始祖とする。一善金氏とは同一系列。 |
| 咸平李氏   | 138,550   | 李   |                | |
| 永川李氏   | 135,612   | 李   |                | |
| 金海許氏   | 134,068   | 許   |                | 金官伽耶の首露王の子孫とし、金海金氏と同本貫扱いとする。これは、首露王と王妃許氏の間に10人の息子がおり、そのうち2人に許姓を名乗らせたということから来ている。                                                                        |
| 高霊申氏   | 129,718   | 申   |                | |
| 晋陽鄭氏   | 127,279   | 鄭   |                | 晋州鄭氏とは同一系列。 |
| 原州元氏   | 126,677   | 元   | ○              | |
| 羅州丁氏   | 125,088   | 丁   | ○              | |
| 豊壌趙氏   | 124,262   | 趙   |                | |
| 陜川李氏   | 121,416   | 李   |                | |
| 星山李氏   | 113,087   | 李   |                | |
| 清風金氏   | 110,815   | 金   |                | |
| 驪陽陳氏   | 110,403   | 陳   | ○              | 始祖は陳寵厚。高麗時代の官僚。宋の徽宗期の渡来人陳琇を祖とする。 |
| 碧珍李氏   | 109,267   | 李   |                | |
| 綾城具氏   | 108,209   | 具   | ○              | |
| 順天朴氏   | 105,208   | 朴   |                | |
| 草渓鄭氏   | 104,155   | 鄭   |                | |
| 潁陽千氏   | 100,014   | 千   | ○              | |
| 霊山辛氏   | 98,759    | 辛   | ○              | 始祖は新羅の景徳王時代に中国から渡来した辛鏡。寧越厳氏始祖と共に渡来。 |
| 大丘徐氏   | 97,866    | 徐   |                | |
| 羅州羅氏   | 96,018    | 羅   | ○              | 羅州羅氏の表記を「나주나씨」としたもの。始祖は羅富。中国豫章から高麗に渡来。正義大夫、監門衛上将軍を歴任し羅州に住む。 |
| 延安金氏   | 93,382    | 金   |                | |
| 三陟金氏   | 92,671    | 金   |                | |
| 商山金氏   | 91,558    | 金   |                | |
| 清道金氏   | 91,293    | 金   |                | |
| 務安朴氏   | 90,785    | 朴   |                | |
| 文化柳氏   | 90,313    | 柳   | ○              | 文化柳氏の表記を「문화류씨」としたもの。始祖は高麗建国の功臣柳車達。中国からの渡来人。 |
| 耽津崔氏   | 89,943    | 崔   |                | |
| 曲阜孔氏   | 89,331    | 孔   | ○              | |
| 固城李氏   | 88,587    | 李   |                | |
| 月城金氏   | 87,268    | 金   |                | |
| 原州李氏   | 85,562    | 李   |                | |
| 寧越辛氏   | 84,905    | 辛   |                | |
| 平康蔡氏   | 84,877    | 蔡   | ○              | |
| 驪州李氏   | 84,389    | 李   |                | |
| 仁川李氏   | 83,855    | 李   |                | |
| 星州裴氏   | 83,620    | 裵   |                | |
| 月城崔氏   | 82,843    | 崔   |                | |
| 英陽南氏   | 82,272    | 南   |                | |
| 平昌李氏   | 80,607    | 李   |                | |
| 温陽方氏   | 80,445    | 方   | ○              | |
| 竹山安氏   | 77,026    | 安   |                | |
| 扶安林氏   | 76,154    | 林   |                | |
| 白川趙氏   | 75,978    | 趙   |                | |
| 長興高氏   | 75,517    | 高   |                | |
| 同福呉氏   | 72,394    | 呉   |                | |
| 宝城呉氏   | 71,162    | 呉   |                | |
| 晋州柳氏   | 68,901    | 柳   |                | 晋州柳氏の表記を「진주유씨」としたもの。 |
| 慶州孫氏   | 68,486    | 孫   |                | 新羅建国時の新羅六部の一つ、漸梁部の村長だった仇礼馬を始祖と称する。 |
| 醴泉林氏   | 66,492    | 林   |                | |
| 海南尹氏   | 66,394    | 尹   |                | |
| 迎日鄭氏   | 65,991    | 鄭   |                | 延日鄭氏とは同一系列。 |
| 晋陽河氏   | 65,836    | 河   |                | |
| 漆原尹氏   | 65,098    | 尹   |                | |
| 星山裴氏   | 65,052    | 裵   |                | |
| 密城朴氏   | 64,142    | 朴   |                | 新羅景明王の長男の朴彦忱をルーツとする氏族。新羅初代王朴赫居世を始祖と称する。密陽朴氏とは同一系列。 |
| 竹山朴氏   | 63,179    | 朴   |                | |
| 順天金氏   | 62,916    | 金   |                | |
| 綾州具氏   | 62,574    | 具   |                | |
| 全州柳氏   | 62,189    | 柳   |                | 全州柳氏の表記を「전주유씨」としたもの。 |
| 光州盧氏   | 61,809    | 盧   |                | 唐から新羅に渡来した盧垓の息子盧穂が光山伯に封じられたのを祖とする。光山盧氏とは同一系列。 |
| 交河盧氏   | 61,747    | 盧   |                | 唐の翰林学士盧穂が新羅に渡来。その次男盧塢が、新羅の交河伯に封じられたのを祖とする。 |
| 隋城崔氏   | 61,231    | 崔   |                | |
| 江陵咸氏   | 59,705    | 咸   | ○              | |
| 徳水李氏   | 58,513    | 李   |                | |
| 坡州廉氏   | 57,531    | 廉   | ○              | |
| 全州金氏   | 56,989    | 金   |                | 新羅末期の第56代敬順王の第4王子金殷説の8世孫の金台瑞が蒙古の侵攻によって全州に移住し始祖となる。 |
| 延州玄氏   | 56,047    | 玄   | ○              | |
| 陽城李氏   | 55,246    | 李   |                | |
| 載寧李氏   | 54,166    | 李   |                | |
| 草渓卞氏   | 53,860    | 卞   | ○              | |
| 玉川趙氏   | 53,406    | 趙   |                | |
| 金海裴氏   | 53,222    | 裵   |                | |
| 星州都氏   | 53,066    | 都   | ○              | |
| 信川康氏   | 52,945    | 康   | ○              | |
| 彦陽金氏   | 52,652    | 金   |                | |
| 真城李氏   | 52,538    | 李   |                | |
| 高興柳氏   | 52,221    | 柳   |                | 高興柳氏の表記を「고흥유씨」としたもの。 |
| 錦城羅氏   | 51,966    | 羅   |                | |
| 朔寧崔氏   | 51,525    | 崔   |                | |
| 居昌慎氏   | 51,153    | 慎   | ○              | |
| 羅州金氏   | 51,060    | 金   |                | |
| 平壌趙氏   | 50,480    | 趙   |                | |
| 扶安金氏   | 48,961    | 金   |                | |
| 晋州蘇氏   | 48,836    | 蘇   | ○              | |
| 盆城裴氏   | 48,427    | 裵   |                | |
| 広州安氏   | 48,033    | 安   |                | |
| 原州辺氏   | 47,804    | 辺   | ○              | |
| 沃川全氏   | 47,681    | 全   |                | |
| 完山李氏   | 46,443    | 李   |                | |
| 清州鄭氏   | 46,419    | 鄭   |                | |
| 一善金氏   | 46,009    | 金   |                | 新羅王族をルーツとする氏族。新羅王族の金宣弓を始祖とする。善山金氏とは同一系列。 |
| 秋渓秋氏   | 45,766    | 秋   | ○              | |
| 豊川盧氏   | 45,200    | 盧   |                | |
| 海州鄭氏   | 45,101    | 鄭   |                | |
| 霊光丁氏   | 44,964    | 丁   |                | |
| 豊山洪氏   | 44,594    | 洪   |                | |
| 丹陽張氏   | 44,334    | 張   |                | |
| 高霊朴氏   | 43,774    | 朴   |                | |
| 仁川蔡氏   | 43,387    | 蔡   |                | |
| 烏川鄭氏   | 43,341    | 鄭   |                | 延日鄭氏とは同一系列。 |
| 兆陽林氏   | 42,844    | 林   |                | |
| 蔚山金氏   | 42,746    | 金   |                | |
| 南原尹氏   | 42,423    | 尹   |                | |
| 宝城宣氏   | 41,876    | 宣   | ○              | |
| 忠州石氏   | 41,802    | 石   | ○              | |
| 咸安李氏   | 41,064    | 李   |                | |
| 光山盧氏   | 40,520    | 盧   |                | 唐から新羅に渡来した盧垓の息子盧穂が光山伯に封じられたのを祖とする。光州盧氏とは同一系列。 |
| 光山李氏   | 40,177    | 李   |                | |
| 安東張氏   | 39,939    | 張   |                | |
| 新平李氏   | 39,872    | 李   |                | |
| 達城裴氏   | 39,353    | 裵   |                | |
| 和順崔氏   | 38,604    | 崔   |                | |
| 大邱裴氏   | 38,589    | 裵   |                | |
| 長沢高氏   | 38,539    | 高   |                | |
| 清州楊氏   | 38,161    | 楊   | ○              | |
| 羅州鄭氏   | 37,888    | 鄭   |                | |
| 霊光金氏   | 37,885    | 金   |                | |
| 草渓崔氏   | 37,527    | 崔   |                | |
| 興徳張氏   | 37,423    | 張   |                | |
| 清州李氏   | 37,377    | 李   |                | |
| 瑞興金氏   | 36,402    | 金   |                | |
| 龍仁李氏   | 36,306    | 李   |                | |
| 咸陽呉氏   | 35,846    | 呉   |                | |
| 淳昌薛氏   | 35,825    | 薛   | ○              | |
| 咸陽呂氏   | 34,835    | 呂   | ○              | |
| 興海裴氏   | 34,259    | 裵   |                | |
| 忠州朴氏   | 34,226    | 朴   |                | |
| 淳昌趙氏   | 34,069    | 趙   |                | |
| 谷山延氏   | 33,891    | 延   | ○              | |
| 鵝洲申氏   | 33,710    | 申   |                | |
| 清州金氏   | 33,681    | 金   |                | |
| 珍原朴氏   | 33,630    | 朴   |                | |
| 鎮川宋氏   | 32,690    | 宋   |                | |
| 長興任氏   | 32,198    | 任   |                | |
| 海平尹氏   | 32,091    | 尹   |                | |
| 長興馬氏   | 31,886    | 馬   | ○              | |
| 咸平魯氏   | 31,724    | 魯   | ○              | |
| 昌原丁氏   | 31,687    | 丁   |                | |
| 寧海朴氏   | 31,552    | 朴   |                | |
| 道康金氏   | 31,496    | 金   |                | |
| 公州李氏   | 30,908    | 李   |                | |
| 龍宮全氏   | 30,142    | 全   |                | |
| 金寧金氏   | 29,855    | 金   |                | 金寧金氏の表記を「김영김씨」としたもの。 |
| 温陽鄭氏   | 29,761    | 鄭   |                | |
| 楊州趙氏   | 29,631    | 趙   |                | |
| 谷山康氏   | 29,107    | 康   |                | |
| 新昌表氏   | 28,894    | 表   | ○              | |
| 咸昌金氏   | 28,343    | 全   |                | |
| 広州金氏   | 28,156    | 全   |                | |
| 長興魏氏   | 27,862    | 魏   | ○              | 新羅の善徳女王の時代に唐から来た八学士の一人魏鏡を始祖とする。 |
| 居昌劉氏   | 27,756    | 劉   |                | |
| 南陽房氏   | 27,454    | 房   | ○              | |
| 幸州奇氏   | 27,379    | 奇   | ○              | |
| 奉化鄭氏   | 27,088    | 鄭   |                | |
| 軍威呉氏   | 26,949    | 呉   |                | |
| 蔚山朴氏   | 26,571    | 朴   |                | |
| 月城朴氏   | 26,565    | 朴   |                | |
| 蔚珍張氏   | 26,374    | 張   |                | |
| 紆州黄氏   | 25,335    | 黄   |                | |
| 尚州朴氏   | 25,238    | 朴   |                | |
| 真宝李氏   | 25,036    | 李   |                | |
| 永山金氏   | 24,941    | 金   |                | |
| 結城張氏   | 24,921    | 張   |                | |
| 全州全氏   | 24,886    | 全   |                | |
| 徳水張氏   | 24,185    | 張   |                | |
| 慶山全氏   | 23,923    | 全   |                | |
| 牛峰李氏   | 23,902    | 李   |                | |
| 蔚珍林氏   | 23,782    | 林   |                | |
| 延安明氏   | 23,313    | 明   | ○              | |
| 奉化琴氏   | 23,301    | 琴   | ○              | |
| 尚州周氏   | 22,909    | 周   | ○              | |
| 古阜李氏   | 22,891    | 李   |                | |
| 開城金氏   | 22,793    | 金   |                | |
| 興陽李氏   | 22,784    | 李   |                | |
| 開城王氏   | 22,452    | 王   | ○              | 高麗太祖王建の曾祖父で高麗王国祖として追封された元徳大王を始祖とする高麗王の氏族。李氏朝鮮樹立後の大虐殺を受けその数が激減した。 |
| 晋州金氏   | 22,308    | 金   |                | |
| 慶州朴氏   | 22,262    | 朴   |                | |
| 海平吉氏   | 22,187    | 吉   | ○              | |
| 興城張氏   | 21,973    | 張   |                | |
| 安城李氏   | 21,948    | 李   |                | |
| 月城孫氏   | 21,714    | 孫   |                | |
| 永川崔氏   | 21,431    | 崔   |                | |
| 沃川陸氏   | 21,410    | 陸   | ○              | |
| 水原金氏   | 21,060    | 金   |                | |
| 牙山蔣氏   | 21,015    | 蔣   | ○              | |
| 遂安李氏   | 20,763    | 李   |                | |
| 喬桐印氏   | 20,737    | 印   | ○              | |
| 咸悦南宮氏 | 20,715    | 南宮 | ○              | |
| 清州郭氏   | 20,713    | 郭   |                | |
| 綾州朱氏   | 20,625    | 朱   |                | |
| 河陽許氏   | 20,608    | 許   |                | |
| 咸平牟氏   | 20,543    | 牟   | ○              | |
| 漆原諸氏   | 20,095    | 諸   | ○              | |
| 冶城宋氏   | 20,020    | 宋   |                | |
| 新昌孟氏   | 19,971    | 孟   | ○              | |
| 羽渓李氏   | 19,585    | 李   |                | |
| 春川朴氏   | 19,389    | 朴   |                | |
| 金堤趙氏   | 19,249    | 趙   |                | |
| 宜寧玉氏   | 19,095    | 玉   | ○              | |
| 潭陽鞠氏   | 19,089    | 鞠   | ○              | |
| 潭陽李氏   | 19,001    | 李   |                | |
| 高敞呉氏   | 18,856    | 呉   |                | |
| 密陽卞氏   | 18,750    | 卞   |                | |
| 瑞山鄭氏   | 18,614    | 鄭   |                | |
| 霊城丁氏   | 18,592    | 丁   |                | |
| 咸豊李氏   | 18,552    | 李   |                | |
| 清安李氏   | 18,270    | 李   |                | |
| 開城高氏   | 18,247    | 高   |                | |
| 檜山黄氏   | 18,216    | 黄   |                | |
| 羅州呉氏   | 18,152    | 呉   |                | |
| 河浜李氏   | 17,965    | 李   |                | |
| 宜寧余氏   | 17,780    | 余   | ○              | |
| 礼安李氏   | 17,748    | 李   |                | |
| 八渓鄭氏   | 17,366    | 鄭   |                | |
| 南原楊氏   | 17,332    | 楊   |                | |
| 朗州崔氏   | 17,205    | 崔   |                | |
| 扶余徐氏   | 17,145    | 徐   |                | |
| 江華魯氏   | 17,068    | 魯   |                | |
| 三陟沈氏   | 17,034    | 沈   |                | |
| 安山金氏   | 16,990    | 金   |                | |
| 晋州柳氏   | 16,964    | 柳   |                | 晋州柳氏の表記を「진주류씨」としたもの。 |
| 長水李氏   | 16,940    | 李   |                | |
| 安東孫氏   | 16,922    | 孫   |                | |
| 全州柳氏   | 16,501    | 柳   |                | 全州柳氏の表記を「전주류씨」としたもの。 |
| 鶴城李氏   | 16,460    | 李   |                | |
| 盆城金氏   | 16,282    | 金   |                | |
| 錦山金氏   | 16,234    | 金   |                | |
| 羅州羅氏   | 16,223    | 羅   | ○              | 羅州羅氏の表記を「나주라씨」としたもの。始祖は羅富。中国豫章から高麗に渡来。正義大夫、監門衛上将軍を歴任し羅州に住む。 |
| 鉄城李氏   | 16,181    | 李   |                | |
| 星州玄氏   | 15,995    | 玄   |                | |
| 洪州李氏   | 15,968    | 李   |                | |
| 光山卓氏   | 15,901    | 卓   | ○              | |
| 江陵朴氏   | 15,866    | 朴   |                | |
| 楊根咸氏   | 15,815    | 咸   |                | |
| 咸従魚氏   | 15,746    | 魚   | ○              | |
| 木川張氏   | 15,740    | 張   |                | |
| 忠州崔氏   | 15,705    | 崔   |                | |
| 高霊金氏   | 15,611    | 金   |                | |
| 光州鄭氏   | 15,607    | 鄭   |                | |
| 礼安金氏   | 15,600    | 金   |                | |
| 康津安氏   | 15,585    | 安   |                | |
| 求礼張氏   | 15,571    | 張   |                | |
| 懐徳宋氏   | 15,515    | 宋   |                | |
| 平海孫氏   | 15,488    | 孫   |                | |
| 平海丘氏   | 15,297    | 丘   | ○              | |
| 缶林洪氏   | 15,230    | 洪   |                | |
| 玉山張氏   | 15,173    | 張   |                | |
| 高興柳氏   | 15,138    | 柳   |                | 高興柳氏の表記を「고흥류씨」としたもの。 |
| 興海崔氏   | 14,792    | 崔   |                | |
| 水原崔氏   | 14,687    | 崔   |                | |
| 幸州殷氏   | 14,665    | 殷   | ○              | |
| 茂松尹氏   | 14,572    | 尹   |                | |
| 金寧金氏   | 14,494    | 金   |                | 金寧金氏の表記を「금영김씨」としたもの。 |
| 洪川龍氏   | 14,483    | 龍   | ○              | |
| 錦城呉氏   | 14,458    | 呉   |                | |
| 扶寧金氏   | 14,386    | 金   |                | |
| 綾城朱氏   | 14,362    | 朱   |                | |
| 蔚山李氏   | 14,322    | 李   |                | |
| 豊山金氏   | 14,311    | 金   |                | |
| 林川趙氏   | 14,258    | 趙   |                | |
| 善山林氏   | 13,726    | 林   |                | |
| 星州呂氏   | 13,467    | 呂   |                | |
| 新平宋氏   | 13,916    | 宋   |                | |
| 固城金氏   | 13,735    | 金   |                | |
| 善山吉氏   | 13,636    | 吉   |                | |
| 牙山李氏   | 13,552    | 李   |                | |
| 青海李氏   | 13,397    | 李   |                | |
| 江華崔氏   | 13,372    | 崔   |                | |
| 昌原具氏   | 13,339    | 具   |                | |
| 順天張氏   | 13,317    | 張   |                | |
| 原州金氏   | 13,215    | 金   |                | |
| 玉山全氏   | 13,113    | 全   |                | |
| 延安宋氏   | 13,098    | 宋   |                | |
| 豊基秦氏   | 12,974    | 秦   | ○              | |
| 昌寧曹氏   | 12,924    | 曺   |                | 昌寧曹氏の表記を「창영조씨」としたもの。 |
| 義興芮氏   | 12,802    | 芮   | ○              | |
| 龍宮金氏   | 12,569    | 金   |                | |
| 錦城丁氏   | 12,527    | 丁   |                | |
| 清州慶氏   | 12,474    | 慶   | ○              | |
| 茂松庾氏   | 12,459    | 庾   | ○              | |
| 安岳李氏   | 12,319    | 李   |                | |
| 豊山柳氏   | 12,153    | 柳   |                | 豊山柳氏の表記を「풍산유씨」としたもの。 |
| 慶州裴氏   | 12,118    | 裵   |                | 新羅建国時の新羅六部の一つ、漢祇部の村長だった祇沱を始祖と称する。中祖とする裵玄慶は高麗の開国功臣である。 |
| 加平李氏   | 11,936    | 李   |                | |
| 瑞山柳氏   | 11,833    | 柳   |                | |
| 公山李氏   | 11,684    | 李   |                | |
| 楽安呉氏   | 11,562    | 呉   |                | |
| 恩津林氏   | 11,451    | 林   |                | |
| 鉄原崔氏   | 11,403    | 崔   |                | |
| 豊山沈氏   | 11,187    | 沈   |                | |
| 通川崔氏   | 11,178    | 崔   |                | |
| 昌原兪氏   | 11,088    | 兪   |                | |
| 南陽宋氏   | 11,041    | 宋   |                | |
| 海豊金氏   | 10,934    | 金   |                | |
| 長淵盧氏   | 10,907    | 盧   |                | |
| 藍浦白氏   | 10,907    | 白   |                | |
| 固城南氏   | 10,801    | 南   |                | |
| 竹山全氏   | 10,757    | 全   |                | |
| 豊山柳氏   | 10,664    | 柳   |                | 豊山柳氏の表記を「풍산류씨」としたもの。 |
| 峡川李氏   | 10,672    | 李   |                | |
| 忠州金氏   | 10,582    | 金   |                | |
| 耽津安氏   | 10,513    | 安   |                | |
| 咸寧金氏   | 10,406    | 金   |                | |
| 光州潘氏   | 10,254    | 潘   |                | |
| 三陟陳氏   | 10,252    | 陳   |                | |
| 済州夫氏   | 10,222    | 夫   | ○              | |
| 一直孫氏   | 10,210    | 孫   |                | |
| 長城徐氏   | 10,137    | 徐   |                | |
| 永川皇甫氏 | 10,001    | 皇甫 | ○              | |